# Virgen de la Esperanza (Juan de Juni)
La Virgen de la Esperanza es una obra realizada por Juan de Juni hacia 1550. Está ubicada en la Iglesia de Santiago de Allariz, en Orense (Galicia, España).

## Historia
La imagen se fecha comúnmente hacia 1550, aunque el historiador del arte Juan José Martín González la situó en torno a la década de 1560,: 27  siendo datada también hacia 1540 e incluso en el primer tercio del siglo XVI.: 15  Los orígenes de la talla están vinculados a la relación existente entre Juan de Juni y la familia Mendoza, principalmente el obispo Álvaro de Mendoza y su hermana María de Mendoza, esposa de Francisco de los Cobos.: 23  Estos a su vez poseían lazos familiares y de carácter social con otros clientes del escultor; los Mendoza estaban emparentados con los almirantes de Castilla a través de Francisca Sarmiento, II condesa de Rivadavia y tía materna de María y Álvaro, quien se desposó con Enrique Enríquez, hermano de Fadrique Enríquez, IV almirante de Castilla, para quien Juni elaboró en barro hacia 1537 los grupos escultóricos de San Jerónimo y el Martirio de San Sebastián con destino al Convento de San Francisco de Medina de Rioseco.: 27 
Estas relaciones hacen posible que algún pariente de la familia Rivadavia o de los marqueses de Viana comisionase la imagen de la Virgen de la Esperanza, ya que Juan Pimentel, hijo del III conde de Benavente y bisabuelo materno de los Mendoza, heredó de su padre los señoríos de Allariz y Milmanda, los cuales pasarían posteriormente al marquesado de Viana. Esto deja abierta la posibilidad de que la talla fuese encargada por Pedro Pimentel y Velasco, hijo del V conde de Benavente y I marqués de Viana, habiendo sido además su hermana Catalina Pimentel y Velasco, esposa de Claudio de Quiñones, IV conde de Luna, clienta de Juni en al menos dos ocasiones: cuando contrató la ejecución de un retablo mayor para el Convento de San Francisco de Benavides (en paradero desconocido) y la hechura de una imagen de la Virgen del Rosario para el desaparecido Convento de Santo Domingo de León, pieza fechada antes de 1549 y conservada en la Iglesia de Santa Marina La Real.: 27–28 

## Descripción
La imagen, de 1,08 metros de alto, muestra a la Virgen María encinta. De proporciones anatómicamente incorrectas (presenta líneas irracionales y caprichosas acorde a los criterios manieristas del autor), la Virgen aparece de pie con el rostro en posición frontal e inclinado a la derecha, con la vista dirigida al suelo y esbozando una leve sonrisa acentuada por un mentón marcado y unas mejillas redondas. El brazo derecho se halla flexionado y alzado con la mano abierta en actitud de exaltación y júbilo, lo que la diferencia de otras imágenes bajo esta advocación en las que la Virgen figura serena. El otro brazo, también flexionado, está posado sobre la cadera y parcialmente oculto por los ropajes, característica habitual en la imaginería de Juni, quien tenía por costumbre cubrir partes anatómicas con pañería, destacando en este aspecto diversas obras: la María Magdalena del Santo Entierro (1541-1544) del Museo Nacional de Escultura; el relieve de la Virgen de la Piedad (1550-1560) del retablo de la Capilla de los Alderete en la Iglesia museo de San Antolín de Tordesillas; el San Juan del Calvario de Ciudad Rodrigo (1556-1557) del Museo Nacional de Escultura; la Virgen de las Angustias (c. 1561) de la Ilustre Cofradía Penitencial de Nuestra Señora de las Angustias de Valladolid; y la María de Cleofás del Santo Entierro (1566-1571) de la Catedral de Segovia.
La talla, caracterizada por una iconografía poco común: 56  y por una pronunciada torsión del cuerpo hacia el lado izquierdo, luce túnica blanca con ricos estofados de motivos vegetales, destacando en la abultada zona del vientre un disco radiado: 69  con el monograma JHS y sobre el pecho, ocupando la práctica totalidad del torso, un relieve del Espíritu Santo bajo forma de paloma, todo ello alusivo a la concepción de Jesús,: 56  en lo que constituye una libre adaptación del texto de la Anunciación por parte de Juni. La túnica y los brazos se cubren con un voluminoso manto de gruesos y ondulados pliegues, dotado de gran movimiento gracias al levantamiento del brazo derecho y al recogido sobre el brazo izquierdo. El manto posee policromía azul en el exterior y rosada en el envés, luciendo un ribete dorado y estofados similares a los presentes en la túnica (los ropajes poseen repintes de época barroca).: 56  La obra, influenciada por los artistas italianos del momento, se remata con un velo ribeteado el cual cubre la cabeza hasta las cejas y deja al descubierto el cabello, cuya tonalidad oscura contrasta fuertemente con la encarnación a pulimento.

## Legado
Pese a ser una de las obras menos conocidas de Juni, la Virgen de la Esperanza destaca en su catálogo por ser, junto con la Inmaculada perteneciente al Museo Arqueológico Provincial, la pieza que introdujo el manierismo en Galicia,: 1  siendo ambas las únicas esculturas de Juni conservadas en tierras gallegas.: 68  La talla tuvo así mismo el honor de participar en al menos tres exposiciones: Juan de Juni y su época, exposición conmemorativa del IV Centenario de la muerte de Juni celebrada en Valladolid y Madrid en 1977; Reconciliare, XXII edición de Las Edades del Hombre, organizada en Cuéllar (Segovia) en 2017; Belenes del mundo, celebrada en Orense entre 2017 y 2018; y Hospitalitas, XXVII edición de Las Edades del Hombre, celebrada en Santiago de Compostela (Galicia) y Villafranca del Bierzo (León) en 2024.